# David Roback
Pour les articles homonymes, voir Roback.
David Edward Roback (né le 4 avril 1958 à Los Angeles, mort le 24 février 2020 dans la même ville) est un guitariste, auteur-compositeur et producteur américain.

## Biographie
David Roback est fils de l'infirmière Rosemary Hunter et du médecin George Roback. Il est diplômé de la Palisades Charter High School avant d'étudier l'art au Carleton College et à l'université de Californie à Berkeley. Lui et son frère Stephen Roback, bassiste, forment le groupe Unconscious aux côtés de Susanna Hoffs, qui deviendra plus tard membre de The Bangles.

## Carrière
Roback est actif sur la scène musicale indépendante du Paisley Underground à Los Angeles du début au milieu des années 1980 en tant que leader du groupe Rain Parade, populaire dans le circuit des clubs locaux. Peu de temps après la sortie du premier album en 1983, Emergency Third Rail Power Trip, Roback quitte Rain Parade pour rejoindre Rainy Day, un collectif réunissant d'autres musiciens du Paisley Underground. Son premier et unique album sort en 1984, il comprend des contributions de la chanteuse de The Dream Syndicate, Kendra Smith. La même année, Roback et Smith forment Clay Allison, changeant le nom du groupe en Opal au moment où ils sortent leur premier album en 1987, Happy Nightmare Baby.
Lors de la promotion de l'album, Smith quitte le groupe avec acrimonie alors qu'ils allaient faire une tournée en première partie de The Jesus and Mary Chain. Elle est remplacée par Hope Sandoval. Ce nouveau duo prend pour nom Mazzy Star en 1989. Mazzy Star sort trois albums dans les années 1990 : She Hangs Brightly (1990), So Tonight That I Might See (1993) et Among My Swan (1996), faisant une percée commerciale avec le single Fade into You en 1994. Le duo se sépare en 1997.
Dans les années qui suivent, Roback produit et enregistre de la musique avec d'autres artistes : il produit des chansons pour l'album Central Reservation de Beth Orton en 1999 et joue sur l'album de Bert Jansch The Black Swan en 2006 notamment. Roback écrit et produit les chansons que l'actrice Maggie Cheung interprète dans le film Clean en 2004 ; il joue lui-même dans le film. Il passe une grande partie de sa vie ultérieure en Norvège, où il collabore avec divers musiciens et créé de la musique originale pour des installations artistiques. Il retrouve Sandoval pour sortir le quatrième album studio de Mazzy Star en 2013, Seasons of Your Day, suivi de l'EP Still en 2018, qui est promu avec une résidence de trois nuits à l'opéra de Sydney. En 2015, il revient à Los Angeles.

## Mort
Roback meurt à Los Angeles le 24 février 2020 d'un cancer métastatique.